# Nâçerî
Nâçerî és un cèlebre tractat d'hipologia redactat l'any 1333, per Abou Bakr Ibn Badr Eddîn Ibn El Moundir El Baïtar, per encàrrec del sultan mameluc Mohamed Ibn Qalâoun, també anomenat sultan Ennâcer (victorieux), d'on el nom de Naceri (relatiu a Nacer).
De tots els tractats d'hipologia, el Nâçerî és probablement el més conegut, per raó de l'atenció que li va dedicar el metge Nicolas Perron qui va publicar, entre 1852 i 1960, tres volums de comentaris de la traducció del manuscrit n° 2814 de la Biblioteca nacional de França. Aquest treball va aportar als professionals de l'època els elements necessaris per a donar suport a la creença ja prou forta en aquella època sobre la gran qualitat dels « veterinaris » àrabs.

## Obra
- Le Nâcérî. La perfection des deux arts, ou Traité complet d'hippologie et d'hippiatrie arabes.
  - [3]
  - [4]
  - [5]